# Kukurovići
Kukurovići (en serbe cyrillique : Кукуровићи) est un village de Serbie situé dans la municipalité de Priboj, district de Zlatibor. Au recensement de 2011, il comptait 47 habitants.
Kukurovići est également connu sous le nom de Kukorovići.

## Démographie

### Évolution historique de la population
| 1948 | 1953 | 1961 | 1971 | 1981 | 1991 | 2002 | 2011 |
| ---- | ---- | ---- | ---- | ---- | ---- | ---- | ---- |
| 468  | 550  | 569  | 520  | 372  | 182  | 66   | 47   |

|  |